# Excellence United
Die Excellence United ist ein strategischer Zusammenschluss von Fette Compacting, Glatt Gruppe, Harro Höfliger und Uhlmann. Die vier Firmen sind in Deutschland ansässig und im Familienbesitz.